# Амнундакта (приток Чангады)
Амнундакта — река в Красноярском крае России.

## Общая информация
Протекает по территории Эвенкийского района. Исток образуется слиянием рек Правая Амнундакта и Левая Амнундакта на восточных склонах плато Путорана, юго-восточнее озера Хэкчекит на высоте 629 м над уровнем моря. В верховьях течёт на юг, после впадения Амнундакана направление меняется на восточное. В бассейне среднего и нижнего течения — множество озёр, крупнейшее из которых озеро Гонгда. В нижнем течении активно меандрирует. Впадает в реку Чангада в 72 км от её устья по правому берегу на высоте менее 190 м над уровнем моря. Ширина в нижнем течении — около 64 м при глубине 1,2 м. 
Длина реки составляет 177 км, площадь водосборного бассейна — 2700 км². Населённых пунктов на реке нет.
Основные притоки — Таичангда (пр), Томпоко-Хон (пр), Амнундакан (пр).

## Данные водного реестра
По данным государственного водного реестра России и геоинформационной системы водохозяйственного районирования территории РФ, подготовленной Федеральным агентством водных ресурсов:
- Бассейновый округ — Енисейский
- Речной бассейн — Хатанга
- Речной подбассейн — Котуй
- Водохозяйственный участок — Котуй
- Код водного объекта — 17040200112117600011092